# Macromitrium melinii
Macromitrium melinii là một loài rêu trong họ Orthotrichaceae. Loài này được Roiv. mô tả khoa học đầu tiên năm 1936.